# Irineu Pop
Irineu Pop, născut Ionel Pop, (n. 2 iulie 1953, Băsești, Maramureș) este un cleric român, care îndeplinește din 2011 funcția de arhiepiscop al Alba-Iuliei, fiind membru al Sfântului Sinod al Bisericii Ortodoxe Române. El a îndeplinit anterior funcția de episcop vicar al Arhiepiscopiei Vadului, Feleacului și Clujului, cu numele de Bistrițeanul (1990-2011).
În data de 14 martie 2011 a fost desemnat de sinodul mitropolitan de la Cluj drept unul din cei doi candidați pentru funcția vacantă de mitropolit al Clujului, Albei, Crișanei și Maramureșului. În ședința Sf. Sinod din 18 martie 2011 a obținut 17 voturi, față de cele 29 de voturi obținute de Andrei Andreicuț, care a fost astfel ales în funcție.
În ședința Sf. Sinod din 19 mai 2011 a fost ales în scaunul vacant de Arhiepiscop al Alba Iuliei cu 29 de voturi, față de cele 13 voturi obținute de contracandidatul său, Andrei Făgărășanul, episcopul vicar al Arhiepiscopiei Sibiului. A fost întronizat în Catedrala Încoronării din Alba Iulia în ziua de 5 iunie 2011.

## Originea și studiile
Ionel Pop s-a născut din părinții Dumitru și Rozalia Pop, agricultori. Între 1960-1968 a urmat școala elementară în comuna natală, după care s-a înscris la Seminarul Teologic Ortodox din Cluj, unde a obținut bacalaureatul în 1973.
După terminarea studiilor teologice seminariale, a fost recrutat în armată și a satisfăcut stagiul militar la o unitate de "Vânători de munte” în orașul Sfântu Gheorghe din județul Covasna (1973-1974). În toamna anului 1974 a fost admis la Institutul Teologic de Grad Universitar din Sibiu, pe care l-a frecventat numai un singur an de studii (1974-1975), continuând apoi la Institutul Teologic de Grad Universitar din București, unde, în vara anului 1978, și-a luat licența în Teologie cu calificativul "excepțional”, fiind șef de promoție. La București a fost studentul unor străluciți teologi și excepționali oameni de cultură, dintre care amintim pe Pr. Prof. Nicolae Balca, Pr. Prof. Ene Braniște, Pr. Prof. Mircea Chialda, Pr. Prof. Ioan Rămureanu, Pr. Prof. Niculae Șerbănescu, Pr. Prof. Constantin Galeriu și Prof. Iorgu Ivan, care au contribuit, alături de alții, la formarea sa ca viitor slujitor al altarului.
La 1 august 1978, la vârsta de 25 de ani, a intrat în obștea Mănăstirii Sinaia din județul Prahova, unde a fost primit ca frate de starețul de atunci, protosinghelul Calinic Argatu, actualul arhiepiscop al Argeșului și Muscelului. În același an, a fost tuns în monahism de sărbătoarea Sfintei Parascheva (14 octombrie 1978), primind la călugărie numele de Irineu. Peste doi ani, la aceeași sărbătoare (14 octombrie 1980), a fost hirotonit ieromonah de Prea Sfințitul Roman Ialomițeanul, episcop-vicar al Arhiepiscopiei Bucureștilor. Pe lângă slujirea pastorală, a avut și ascultarea de ghid-muzeograf, îndeplinindu-le pe amândouă cu competență și conștiinciozitate.
În toamna anului 1981, în urma unui examen riguros, a fost admis, pe primul loc, la cursurile de Doctorat din cadrul Institutului Teologic de Grad Universitar din București. A urmat aceste cursuri între anii 1981-1984, având ca specializare principală disciplina Teologia Morală , sub îndrumarea științifică a părintelui profesor, teolog și filolog Dr. Dumitru Radu. La 10 iunie 1984 patriarhul Iustin Moisescu i-a acordat rangul de protosinghel. Între anii 1985- 1988 a beneficiat de o bursă de studii în America, la Institutul Teologic Prezbiterian din Princeton, statul New Jersey, unde s-a specializat în cadrul Eticii sociale, având coordonator pe ilustrul profesor Dr. Charles West. În paralel cu munca de cercetare și documentare, și-a redactat o bună parte din teza de doctorat.
Cu binecuvântarea sa a fost pictată pentru prima dată, între anii 1986-1988, biserica din Băsești, localitatea sa natală.
În S.U.A. a desfășurat și o bogată activitate ecumenică și misionară, atât în cadrul Arhiepiscopiei Ortodoxe Române Misionare din America și Canada, cât și în Comunitatea ortodoxă ,,Sfântul Fotie” din cadrul Universității Princeton, în calitate de membru activ al acesteia. Activitatea ecumenică și de promovare a valorilor teologice și spirituale ale Bisericii Ortodoxe în general și ale Bisericii Ortodoxe Române în special, a desfășurat-o prin participări la diverse simpozioane, servicii religioase, întruniri ecumenice, prin predici și conferințe, precum și prin publicarea a numeroase articole în presa românească și americană, religioasă și laică. În cei trei ani petrecuți în străinătate, a fost un reprezentat demn al etosului românesc peste Ocean. Iată ce scria Dr. Thomas W. Gillespie, conducătorul școlii teologice de la Princeton : ,,Părintele Irineu Pop a adus o importantă contribuție la instituția noastră prin conferințele sale despre spiritualitatea ortodoxă și despre viața și mărturia Bisericii Ortodoxe Române. Munca sa teologică la noi a fost substanțială și prezența sa a fost o binecuvântare” (21 iulie 1988).

## Cariera ecleziastică
Reîntors în România, la 30 august 1988, a revenit la Mănăstirea Sinaia, unde și-a reluat activitatea sacerdotală și muzeografică, finalizând redactarea tezei de doctorat. După nouă luni petrecute în acest prestigios așezământ călugăresc, pe care-l iubea nespus de mult și-l numea ,,paradis pământesc”, patriarhul Teoctist l-a numit, la 9 iunie 1989, preot slujitor la Catedrala Patriarhală din București. I s-au încredințat, totodată, numeroase ascultări de ordin administrativ-bisericesc, pregătindu-se pentru a primi sarcini de conducere în viitor.
La data de 26 octombrie 1989 a primit și rangul de arhimandrit, după care a fost numit în funcția de superior al Așezămintelor ortodoxe românești de la Ierusalim și Iordan și de reprezentant al Bisericii Ortodoxe Române pe lângă Patriarhia Ierusalimului. În această calitate, a participat, în soborul de slujitori, la serviciile religioase celebrate la Locurile Sfinte , fiind apreciat atât în rândurile ierarhilor ortodocși de la Ierusalim , cât și în ale celorlalți reprezentanți ai cultelor religioase de acolo. Cu tact pastoral și cu răbdare, a acordat asistență religioasă românilor așezați în Israel, precum și pelerinilor veniți în Țara Sfântă, pentru care era un ghid priceput și neobosit. Pe lângă misiunea de îndrumător al pelerinilor români, a desfășurat o susținută activitate de ordin gospodăresc și administrativ și s-a străduit în editarea la nivel înalt a revistei „Învierea” (Resurrection) și a suplimentului ei cultural-istoric „Spirit românesc”.
Despărțindu-se cu greu de cetatea sfântă a Ierusalimului, s-a întors în patrie și a slujit puțin timp la catedrala patriarhală. În data de 4 octombrie 1990, a susținut teza de doctorat cu subiectul Chipul lui Hristos în viața morală a creștinului (446 p.), obținând media 9,77 și fiind declarat ,,Doctor în teologie”, cu calificativul „excepțional”. La scurt timp, în 30 octombrie 1990, în urma recomandării arhiepiscopului Teofil Herineanu și la propunerea Sinodului Permanent al Mitropoliei Ardealului, arhimandritul Irineu Pop a fost numit de Sfântul Sinod al BOR episcop-vicar al Arhiepiscopiei Vadului, Feleacului și Clujului. A primit titlul de „Bistrițeanul” și a fost hirotonit și instalat în Catedrala Ortodoxă din Cluj, la 21 noiembrie 1990.
Prea Sfințitul Irineu a activat în unele asociații și societăți, și anume ca membru de onoare în Asociația de prietenie România-Israel, ca președinte în Asociația Filantropică Christiana, ca secretar al Asociației Internaționale a Studenților din Princeton Seminary. În felul acesta, a promovat prietenia și fraternitatea, iubirea creștină și umanismul evanghelic, conștient că este bine și frumos „să locuiască frații împreună” (Ps. 132, 1). La 23 decembrie 1999, primarul Gheorghe Funar i-a acordat titlul de cetățean de onoare al municipiului Cluj-Napoca, ,,pentru contribuția deosebită la promovarea valorilor spirituale creștine în societatea românească și pentru prestigioasa activitate pe tărâm cultural”. Din anul 2000 este și președintele Comisiei locale de Bioetică.
Pe lângă activitatea pastoral-misionară și didactică, a desfășurat o impresionantă muncă de cercetare științifică, concretizată într-un mare număr de studii, articole, recenzii și predici, publicate în diverse reviste și periodice din țară și din străinătate. De asemenea, este autorul a șaisprezece cărți și a două traduceri. Un interes aparte a avut pentru semănarea cuvântului lui Dumnezeu, elaborând trei volume de cuvântări duhovnicești. O preocupare constantă a avut pentru Țara Sfântă, reliefată în patru lucrări: despre așezămintele noastre românești de acolo, despre sanctuarele și locurile de pelerinaj, despre sfântul român Ioan Iacob de la Hozeva și despre Lumina Sfântă. Acum lucrează la o altă carte în care își dezvăluie iubirea pentru Patria pământească a lui Hristos, unde pietrele vorbesc despre mântuirea pe care Dumnezeu a făcut-o „în mijlocul pământului” (Ps. 73, 13). A publicat studii și articole în diverse ziare și reviste, în marea lor majoritate cu caracter moral, pastoral și duhovnicesc.
La data de 19 mai 2011 a fost ales Arhiepiscop al Alba-Iuliei de către Sfântul Sinod al Bisericii Ortodoxe Române. Ceremonia de instalare a avut loc în data de 5 iunie 2011, în Catedrala Încoronării din Alba Iulia

## Distincții
A fost decorat în februarie 2004 cu Ordinul Meritul Cultural în grad de Comandor, Categoria G - „Cultele”, „în semn de apreciere deosebită pentru activitatea susținută în domeniul cultelor, pentru spiritul ecumenic și civic dovedit și pentru contribuția avută la întărirea legăturilor interconfesionale, de bună și pașnică conviețuire între toți oamenii”.
În 2020, el a fost declarat „Cetățean de onoare al orașului Sighișoara”.

## Volume publicate
- Mânăstirea Sinaia, Editura Institutului Biblic, București, 1984, 40 p.
- Așezămintele românești de la Ierusalim și Iordan, Editura Institutului Biblic, București, 1994, 126 p.
- Icoana de la Nicula, Editura Arhidiecezana, Cluj-Napoca, 1994, 72 p.
- Pavăza credinței, Editura Omniscop, Craiova, 1994, 220 p.
- Țara Sfântă, arena operei mântuitoare, Editura Universal Dalsi, București, 1994, 288 p.
- Monahismul, chivotul neamului românesc, Editura Omniscop, Craiova, 1995, 88 p.
- Băseștiul și ilustrul său bărbat George Pop, Editura Carpatica, Cluj-Napoca, 1995, 160 p.
- Mărturisirea nădejdii, Editura Omniscop, Craiova, 1995, 220 p.
- Împărăteasa cerului și Mama noastră, Casa de Editură Dokia, Cluj-Napoca, 1996, 159 p.
- Preoția și arta pastorală, Editura Arhidiecezana, Cluj-Napoca, 1997, 130 p.
- Cuvântul dragostei, Presa Universitară Clujeană, Cluj-Napoca, 1997, 218 p.
- Sfântul Irineu de Lyon, Editura Cartimpex, Cluj-Napoca, 1998, 110 p.
- Sfântul Ioan Iacob, sihastrul român de la Hozeva, Editura Dacia, Cluj-Napoca, 2000, 144 p.
- Pâinea vieții și paharul mântuirii, Editura Aletheia, Bistrița, 2001, 104 p.
- Chipul lui Hristos în viața morală a creștinului, Editura Renașterea, Cluj-Napoca, 2001, 446 p.
- Curs de bioetică, Editura Renașterea, Cluj-Napoca, 2005, 156 p.
- Traducere: Maica Alexandra, Sfinții Îngeri, Editura Anastasia, București, 1992, 310 p.
- Traducere: Pr. Prof. Dr. John Breck, Darul sacru al vieții, Editura Patmos, Cluj-Napoca, 2001, 358 p.